# ソコ (聖書)
ソコ（Socoh）は旧約聖書に登場するユダ族の相続地で「低地」に属する町の一つであり、アゼカの南東にあったと思われる都市。ユダの山地から「低地」およびペリシテ人の地に至る道路沿いにあり、戦略上の要所であった。現在のキルベト・アバドであるとも言われているが結論は出ていない。
また、ユダ族の相続地の山地もソコと呼ばれ、ソロモン12行政区の一つもソコと呼ばれていた。
ペリシテ人との間で争奪戦が繰り返され、ダビデとゴリアテの対決の際にペリシテ人はソコに集結した。レハブアムが防備を固めた町の一つである。アハズ時代にペリシテ人が略奪した。ラキシュおよびユダの各地から、ヒゼキヤ時代に属する貯蔵庫の壺が発見された。